# Панайот Розов
Панайот Розов-Ноната е бивш български футболист, нападател.
Играл е за Тича (1932 – 1943), Княз Кирил (София)-Пощенски спортен клуб (1944), ПСК Левски (1945) и Червено знаме (Видин) (1945 – 1948). Има 194 мача и 86 гола в градското и областно първенство и в републиканското първенство (167 мача и 74 гола за Тича, 26 мача и 12 гола за Червено знаме (Вд) и 1 мач за Левски). Шампион на България през 1938, вицешампион през 1935, 1936 и 1939 с Тича и 3 място през 1946 г. с Червено знаме (Вд). Има 5 мача за „А“ националния отбор.